# Storkophon
Storkophon var et dansk pladeselskab, som blev etableret i 1980 af det danske band Shu-bi-dua efter deres kontrakt med Polydor ophørte. Gruppen oprettede selskabet, da de mente, at de ville tjene mere på deres udgivelser på denne måde, og fordi de ikke mente, at de havde brug for et pladeselskab, men blot en distributør.
Udover gruppens egne plader udgav selskabet også andre albums, heriblandt et livealbum med The Mills Brothers, der var blevet optaget i København i 1981, kaldet Copenhagen ‘81, og som blev gruppens sidste udgivelse inden Harry Mills' død i 1982.
Da Bosse Hall Christensen og Jens Tage Nielsen blev smidt ud af gruppen i slutningen af 1981, fik de resterende medlemmer lov at beholde rettighederne til Shu-bi-dua-navnet, mod at Christensen og Nielsen overtog Storkophon og de tilhørende udgivelser.

## Udgivelser
Shu-bi-dua
- Shu-bi-dua 7 (1980)
- Shu-bi-dua 8 (1982)
- Shu-bi-dua 9 (1982)
- Shu-bi-dua 10 (1983)

Andre kunstnere
- Kansas City Stompers - Giants Of Swing (1981)
- D-Sign - Dee Sign (1981)
- Bluegrass Connection - Bluegrass connection  (1981)
- The Mills Brothers - Copenhagen '81 (1981)
- Papa Bues Viking Jazzband - "På Vej Til Mexico" / "Der er et yndigt land"
- Stan Urban - "Lovin' Up A Storm" (1982)